# Virginia Slims of Oklahoma 1987
Il Virginia Slims of Oklahoma 1987 è stato un torneo di tennis giocato sul cemento. 
È stata la 2ª edizione del torneo, che fa parte del Virginia Slims World Championship Series 1987. Si è giocato al The Greens Country Club di Oklahoma City negli USA, dal 9 al 15 febbraio 1987.

## Campionesse

### Singolare
Elizabeth Smylie ha battuto in finale  Lori McNeil con il punteggio di 4–6, 6–3, 7–5

### Doppio
Svetlana Parkhomenko Cherneva /  Larisa Neiland hanno battuto in finale  Lori McNeil /  Kim Sands con il punteggio di 6–4, 6–4